# Tramlijn Winschoten - Delfzijl
De tramlijn Winschoten – Delfzijl was een stoomtramlijn in de provincie Groningen tussen Winschoten en Delfzijl, die in gebruik was van 1919 tot 1948.

## Geschiedenis
De lijn, met een lengte van 36,3 kilometer, werd aangelegd en geëxploiteerd door de Stoomtramweg-Maatschappij Oostelijk Groningen (O.G.) en werd op 9 juli 1919 geopend. Al aan het eind van de negentiende eeuw had de Stoomtramweg-Maatschappij Oldambt - Pekela (S.O.P.) een plan ontworpen om haar tramlijn Winschoten – Beerta – Finsterwolde te verlengen via Oostwold, Woldendorp en Termunten naar Delfzijl. Het plan werd niet uitgevoerd en pas in 1919 opende O.G. de lijn naar Delfzijl, niet via Beerta en Finsterwolde, maar via Heiligerlee en Midwolda.

### Opening

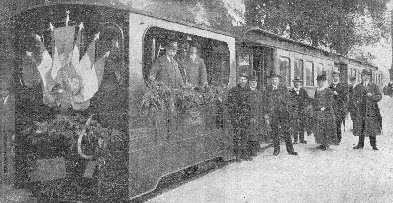
Feestelijke opening in 1919

Bij de opening van de lijn op 9 juli 1919 was het feest langs de route. Bij het schooltje van de buurtschap Lutje Loug, aan de halte Oude Zijl in de Oostwolderpolder, hieven de leerlingen een door de onderwijzer gemaakt feestlied aan, met als laatste couplet:

Zoo stijgt nu onze vreugd ten top,
En hijschen wij de vlaggen op,
En doen den jubel daavren langs de baan!
Daar komt zowaar de stoomtram aan,
Zij brengt veel heil en zegen aan,
’t Is feest in ’t polderlaand!

### Tracé
Tussen Midwolda (Lange Zuidwending) en Oostwold volgde de lijn in tegengestelde richting het voormalig tracé van de tramlijn Winschoten – Finsterwolde – Scheemda van de S.O.P., die in 1884, twee jaar na de opening, alweer was gesloten en opgebroken. Door allerlei problemen, onder meer verzakking van het spoor, verliepen de eerste exploitatiejaren van die lijn moeizaam en kon er gedurende langere perioden niet worden gereden.
De spoorwijdte van de enkelsporige lijn was 1067 mm (kaapspoor). Bij de haltes in de dorpen bevond zich een wisselplaats, meestal een kort stukje dubbelspoor waar de trams elkaar konden passeren. Er waren diverse tramspooraansluitingen voor de steenfabrieken in Heiligerlee en de strokartonfabriek De Toekomst aan de Scheemdermeersterweg. In Termunten stond een kleine remise annex locomotievendepot met twee sporen. In de haven van Delfzijl bezat O.G. rolwagens op normaalspoor (1435 mm), waarop de goederenwagens van de tram werden geplaatst om via de havensporen te worden geladen en gelost.

### Dienstuitvoering
In de jaren twintig tot aan de vroege jaren dertig reden de O.G.-reizigerstrams met een frequentie van zes retourritten per dag, 's zondags drie à vier. Het gehele traject werd in 90 minuten afgelegd. Er was doorgaand goederenverkeer van en naar Delfzijl via Winschoten met de S.O.P.-stoomtram richting Groninger Veenkoloniën en met de O.G.-tramlijn Winschoten - Ter Apel richting de aansluitende  Drentse tramnetten van E.D.S. en D.S.M..
Al vanaf 15 mei 1931 werden de reguliere stoomtrams op sommige ritten vervangen door een autobus, ook van O.G., die zoveel mogelijk parallel aan de tramlijn reed. Op 22 mei 1932 namen bussen de hele dienst op werkdagen over, met ingang van 4 oktober 1936 ook op zon- en feestdagen. Op één retourrit op zondagmiddag bleef de tram gehandhaafd. Als de bussen incidenteel verhuurd waren voor ander vervoer, werden ze door tramritten vervangen. Naast goederentrams reden af en toe nog reizigerstrams voor speciaal vervoer, bijvoorbeeld voor arbeiders van de werkverschaffing, kampeertrams voor groepen scholieren die via Ter Apel doorreden naar Drenthe, of een "goedkoope tramtrein" vanuit Ter Apel die 's zomers in Delfzijl aansluiting gaf op een boottocht op de Eems. 
Toen tijdens de Tweede Wereldoorlog schaarste aan benzine en dieselolie ontstond konden de bussen niet meer rijden. Gebrek aan steenkool was er niet en daarom kwam de reguliere reizigersdienst Winschoten – Delfzijl per stoomtram op 26 augustus 1940 terug. Het vervoer werd zelfs groter dan het voor de oorlog geweest was. Tussen 12 maart en 1 juni 1941 reden geen trams wegens reparaties aan de baan, vereist door de Rijkshoofdinspecteur van het Verkeer. De stoomtramdiensten werden op 23 januari 1945 stopgezet toen ook de kolenvoorraad uitgeput was geraakt. Vanaf september 1945 kwamen ze geleidelijk weer op gang, maar niet meer tussen Termunten en Delfzijl.

### De onderneming
O.G. was nooit een stabiele onderneming. Met uitzondering van het oorlogsjaar 1943 toen andere vervoermiddelen waren uitgevallen, is de lijn Winschoten – Delfzijl in geen enkel jaar winstgevend geweest, door diverse oorzaken:
1. de veel te groots opgezette investeringen in infrastructuur en materieel voor een project met slechts een beperkt potentieel;[3]
2. de tegenvallende vervoerbehoefte in dit dunbevolkte gebied;
3. de opkomst van personen- en vrachtverkeer over de weg;
4. de economische crisis van de jaren dertig;
5. het geringe aantal laad- en losplaatsen in dit uitgesproken agrarische gebied – daardoor werden de landbouwers niet gestimuleerd hun producten per tram te verzenden;
6. de ligging – hoewel de locomotieven en tramrijtuigen van O.G. behoorden tot het modernste stoomtrammaterieel dat Nederland gekend heeft, kwamen zij niet tot hun recht: ze konden geen snelheid maken doordat de enkelsporige trambaan grotendeels aan de zijkant van de weg liep door de dorpen van Oldambt en Oosterhoek;
7. de route – doordat de trams de grootste plaats onderweg (het tweelingdorp Scheemda-Eexta) links lieten liggen, werden potentiële klanten gemist en het lange traject door de vrijwel onbewoonde Oostwolderpolder leverde ook al geen reizigers op;
8. de organisatie – O.G. was een ambtelijk opgezette tramwegmaatschappij met een hiërarchische bedrijfscultuur, relatief veel personeel, een niet erg slagvaardige bedrijfsvoering en een directeur die adviezen en aanbevelingen stelselmatig in de wind sloeg;
9. de reputatie – de bijnaam Ôle Graitje (Ouwe Grietje) van O.G. verwees naar de sukkelende traagheid waarmee gereden werd.

De meeste van deze factoren gelden niet alleen specifiek voor de lijn Winschoten – Delfzijl, maar voor O.G. als geheel.

### Opheffing

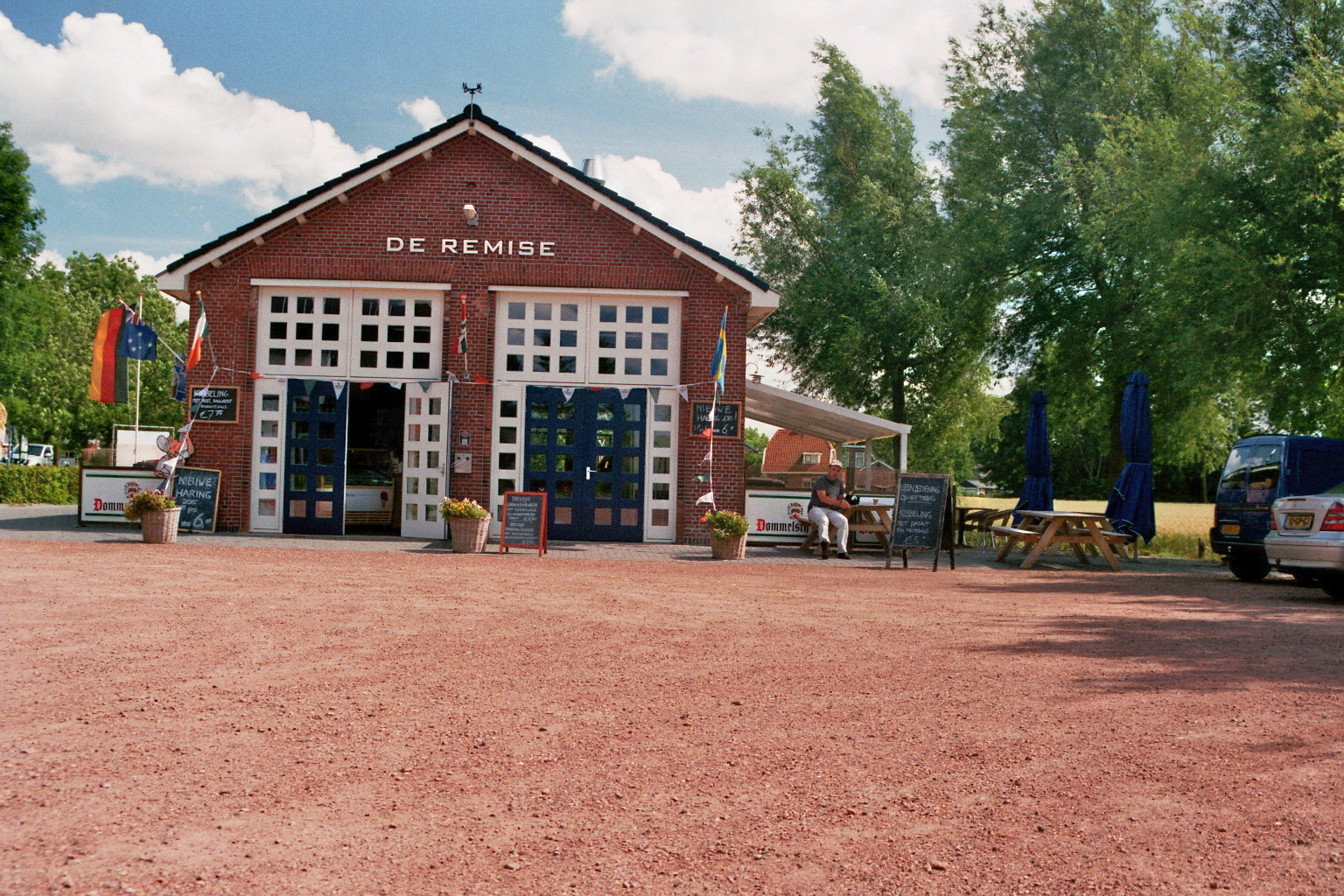
De voormalige remise te Termunten

Na de Tweede Wereldoorlog was het dan ook snel gedaan met Ôle Graitje. Doordat de lijn bij de bevrijding van Delfzijl in april 1945 beschadigd was en een brug was opgeblazen, moest de tramdienst in de naoorlogse jaren worden beperkt tot het traject Winschoten – Termunten. De lijn werd op 1 juni 1948 gesloten voor reizigers- en twee weken later voor goederenvervoer. Ten behoeve van wegaanleg bij Heiligerlee werd nog zandvervoer verricht op het deeltraject (Veele –) Winschoten – Scheemdermeer. Ook de spooraansluiting naar De Toekomst is nog een enkele keer bediend.
Op 7 juni 1949 was het definitief afgelopen. Het bedrijf van O.G. werd ontbonden en de baan werd opgebroken. Alleen het remisegebouw te Termunten bestaat nog en in Woldendorp herinnert de straatnaam Trambaan aan de stoomtram. Het openbaar vervoer op deze route werd voortaan onderhouden door bussen van GADO tussen Winschoten en Woldendorp (opgeheven in 1976) en DAM tussen Woldendorp en Delfzijl (aan GADO overgedragen in 1970). De GADO opende ook een rechtstreekse lijn Winschoten – Delfzijl via een andere route.